# سفارة الأرجنتين في اليابان
سفارة الأرجنتين في اليابان هي أرفع تمثيل دبلوماسي لدولة الأرجنتين لدى اليابان. تقع السفارة في وهي تهدف لتعزيز المصالح الأرجنتينية في اليابان.

## وصلات خارجية
- قائمة سفارات الأرجنتين
- قائمة السفارات في اليابان